# Illesheim
Illesheim település Németországban, azon belül Bajorországban. Lakosainak száma 962 fő (2023. december 31.). Illesheim Burgbernheim és Bad Windsheim községekkel határos.

## Népesség
A település népessége az elmúlt években az alábbi módon változott:
| Lakosok száma | 281  | 821  | 873  | 849  | 929  | 942  | 906  | 933  | 974  | 962  |
|               | 1875 | 1950 | 1975 | 1987 | 2012 | 2014 | 2016 | 2017 | 2021 | 2023 |